# Nils Hansson Törne
Nils Hansson Törne, född 13 februari 1648 i Stockholm, död 1708, var en svensk ämbetsman och riksdagsman.

## Biografi
Nils Hansson Törne föddes 1648 i Stockholm. Han var son till borgmästaren Hans Olofsson Törne och Christina Hising. Törne blev i oktober 1660 student vid Uppsala universitet och var riksdagsman vid riksdagen 1689. Han blev extra ordinarie rådman 1691, ordinarie rådman 1694 och var riksdagsman vid riksdagen 1697. Törne blev 1699 borgmästare och preses i politiekollegium i Stockholm. Han blev 1706 preses vid handelskollegium. Törne avled 1708 i Stockholm och begravdes i Storkyrkan.

### Familj
Törne gifte sig 28 juli 1674 med Ursula Andersén (1656–1728). Hon var dotter till handlanden Tomas Andersén och Sara Nyman. De fick tillsammans sonen studenten Carl Törnstierna. (1696–1720).